# Institut de Biologia Integrativa de Sistemes
L'Institut de Biologia Integrativa de Sistemes (I2SYSBIO, estil.litzat com a I²SysBio) és un institut de recerca conjunt de la Universitat de València (UV) i l'Agència Estatal del Consell Superior d'Investigacions Científiques (CSIC) dedicat a la investigació biològica en el País Valencià, administrativament Comunitat Valenciana.
Firmat l'acord per a la seva fundació en març de 2016 i inaugurat el 2018, està ubicat al Parc Científic de la Universitat de València al Campus de Burjasot-Paterna.
Els programes de recerca de l'institut abasten biologia teòrica i computacional, interaccions moleculars i regulació, biologia de sistemes de patògens, biologia de sistemes evolutius i biologia sintètica.